# Amanisolfågel
Amanisolfågel (Hedydipna pallidigaster) är en starkt utrotningshotad afrikansk fågel i familjen solfåglar.

## Utseende och läten
Amanisolfågeln är en liten (9 cm), skogslevande solfågel. Hanen har gnistrande grön på huvud och ovansida, med konstraterande vit undersida. När den är uppspelt syns röda tofsar på bröstsidan. Honan är genomgående gråaktig, utan visirsolfågelns olivgröna och gula toner. Sången beskrivs som en ljus mix av "chissick" och andra omusikaliska ljud, medan kontaktlätet är ett "seeet seeet".

## Utbredning och status
Fågeln förekommer i kustnära sydöstra Kenya och sällsynt i nordöstra Tanzania. IUCN kategoriserar arten som starkt hotad.